# خانلیقلر (نخجوان)
خانلیقلر (به ترکی آذربایجانی: Xanlıqlar) یک منطقه مسکونی در جمهوری آذربایجان است که در جمهوری خودمختار نخجوان و در شهرستان شرور واقع شده‌است. خانلیقلر ۲۰۹۱ نفر جمعیت دارد.
خانلیقلر در فاصله ۸ کیلومتری جنوب‌شرقی نخجوان و در دشت شرور واقع شده‌است. بیشتر مردم این روستا مشغول زراعت انگور و دامپروری است. در این روستا کارخانه فرآوری انگور، دبیرستان، کلوپ، کتابخانه و یک مرکز پزشکی وجود دارد. یک امامزاده نیز در این روستا وجود دارد.

## ریشه واژه
این منطقه به دلیل حضور در خانات نخجوان و مهمتر از همه اینکه تحت مالکیت خان نخجوان قرار داشت به نام خانلیق (Xanliq) شناخته می‌شود.